# Jörg Lüderitz
Jörg Lüderitz (* 9. Januar 1935 in Rostin bei Soldin; † 26. August 2024) war ein deutscher Buchhändler und Autor.

## Leben
Jörg Lüderitz war ein Enkelsohn des neumärkischen Heimatforschers Paul Biens (1874–1945). Seit 1954 wohnte Lüderitz in Frankfurt (Oder). Hier schloss er seine Lehre als Buchhändler ab. 1957 wurde Lüderitz wegen Verbindung zu einer SPD-Jugendorganisation in West-Berlin von einem DDR-Gericht zu einer Zuchthausstrafe von 2 Jahren und 4 Monaten verurteilt. Während seiner Haftstrafe musste er bei Zwickau im Bergbau unter Tage arbeiten. Später wurde Lüderitz Fachgebietsleiter für Literaturvertrieb und -propaganda in der Bezirksdirektion des Volksbuchhandels bis 1991. 
1999 wurde Lüderitz als Mittler zwischen Polen und Deutschland das Bundesverdienstkreuz verliehen.
Seine Autobiografie erschien 2009 auf Polnisch unter dem Titel Z Nowej Marchii do Nowej Marchii und in veränderter Fassung 2012 auf Deutsch unter dem Titel Heimat Brandenburg. Stationen meines Lebens. Darin setzte er sich u. a. mit den – aus seiner Sicht – gerichtlichen Fehlentscheidungen bei bundesdeutschen Gerichten im Blick auf seine Tätigkeiten als Inoffizieller Mitarbeiter (IM) des Ministeriums für Staatssicherheit in der Zeit ab 1971 auseinander.

## Schriften
- Wanderungen östlich der Oder. Wege durch Landschaften und Städte in der ehemaligen Neumark. Stapp, Berlin 1992, ISBN 3-87776-090-2.
- Radtouren östliche der Oder. 21 Vorschläge, Polens Westen mit dem Fahrrad neu zu entdecken. Bearb. von Reiner Elwers. Trescher / Rotation, Berlin 1994, ISBN 3-928409-25-5.
- Woltersdorf, Schleuse. Bock und Kübler, Berlin/Fürstenwalde/Woltersdorf 1995, ISBN 3-86155-057-1.
- Wiederentdeckte Neumark. Unterwegs in einer fast vergessenen Landschaft östlich der Oder. Bock und Kübler, Berlin/Fürstenwalde/Woltersdorf 1995, ISBN 3-86155-031-8.
- Grünheide und Umgebung. Bock und Kübler, Berlin/Fürstenwalde 1997, ISBN 3-86155-065-2.
- Die Neumark entdecken. Durch die alte Kulturlandschaft östlich der Oder. Trescher, Berlin 1997, ISBN 3-928409-60-3; 4., aktualisierte und erw. Auflage. Ebenda 2008, ISBN 978-3-89794-122-9.
- Das Sternberger Land. Unterwegs östlich von Oder und Neiße zwischen Słubice und Świebodzin. Trescher, Berlin 1998, ISBN 3-928409-76-X.
- Wandern und Radfahren in der Neumark. Touren durch die traditionelle Berliner Sommerfrische. Unterwegs auf den Spuren brandenburgischer Vergangenheit und polnischer Gegenwart. Trescher, Berlin 1999, ISBN 3-928409-88-3.
- Wandern und Radfahren östlich der Oder. Zu Fuß und mit dem Fahrrad unterwegs auf den Spuren brandenburgischer Vergangenheit und polnischer Gegenwart. Trescher, Berlin 2000, ISBN 3-89794-002-7.
- Neumärkische Spaziergänge. Zwischen Arnswalde/Choszczno und Züllichau/Sulechów. Bock und Kübler, Berlin/Fürstenwalde  2000, ISBN 3-86155-103-9.
- Neumärkisches Panorama. Zwischen Aurith, Urad und Zorndorf, Sarbinowo. Bock und Kübler, Erkner 2004, ISBN 3-86155-110-1.
- Entdeckungen östlich der Oder. Unterwegs zwischen Frankfurt, Skwierzyna und Żary. Trescher, Berlin 2005, ISBN 3-89794-082-5.
- Lagow in Lebuser Land und Umgebung. Ausflüge östlich der Oder. Bock & Kübler, Schöneiche b. Berlin 2009, ISBN 978-3-86155-115-7.
- Z Nowej Marchii do Nowej Marchii. Übers. aus dem Deutschen von Leszek Mrozewicz. Wydawnictwo Naukowe UAM, Poznań  2009, ISBN 978-8-32322-015-2 (polnisch).
- Heimat Brandenburg. Stationen meines Lebens. Trescher, Berlin 2012, ISBN 978-3-89794-995-9.
- mit Wolfgang Kling: Neumark. Durch die alte Kulturlandschaft östlich von Oder und Neiße. Trescher, Berlin 2015, ISBN 978-3-89794-304-9.